# Pentaschistis insularis
Pentaschistis insularis är en gräsart som först beskrevs av William Botting Hemsley, och fick sitt nu gällande namn av Hans Peter Linder. Pentaschistis insularis ingår i släktet Pentaschistis och familjen gräs. Inga underarter finns listade i Catalogue of Life.